# Велопричіп

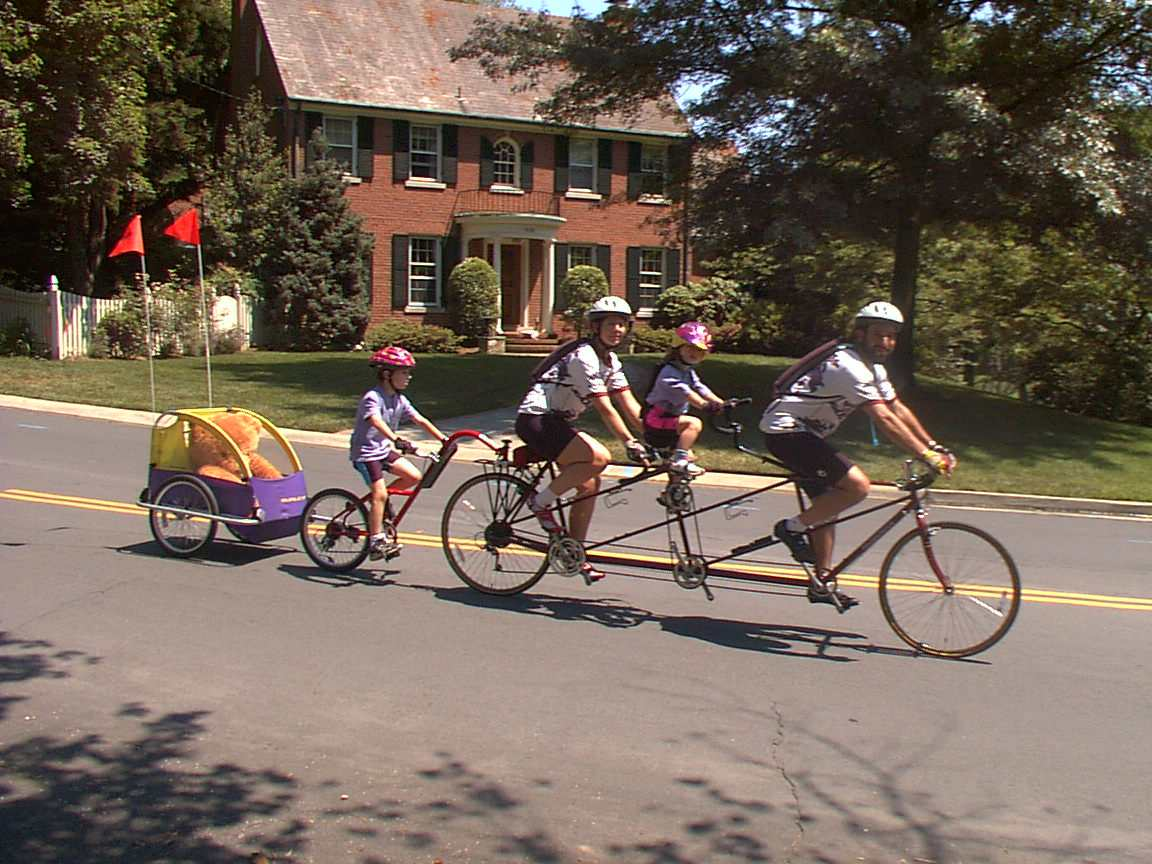

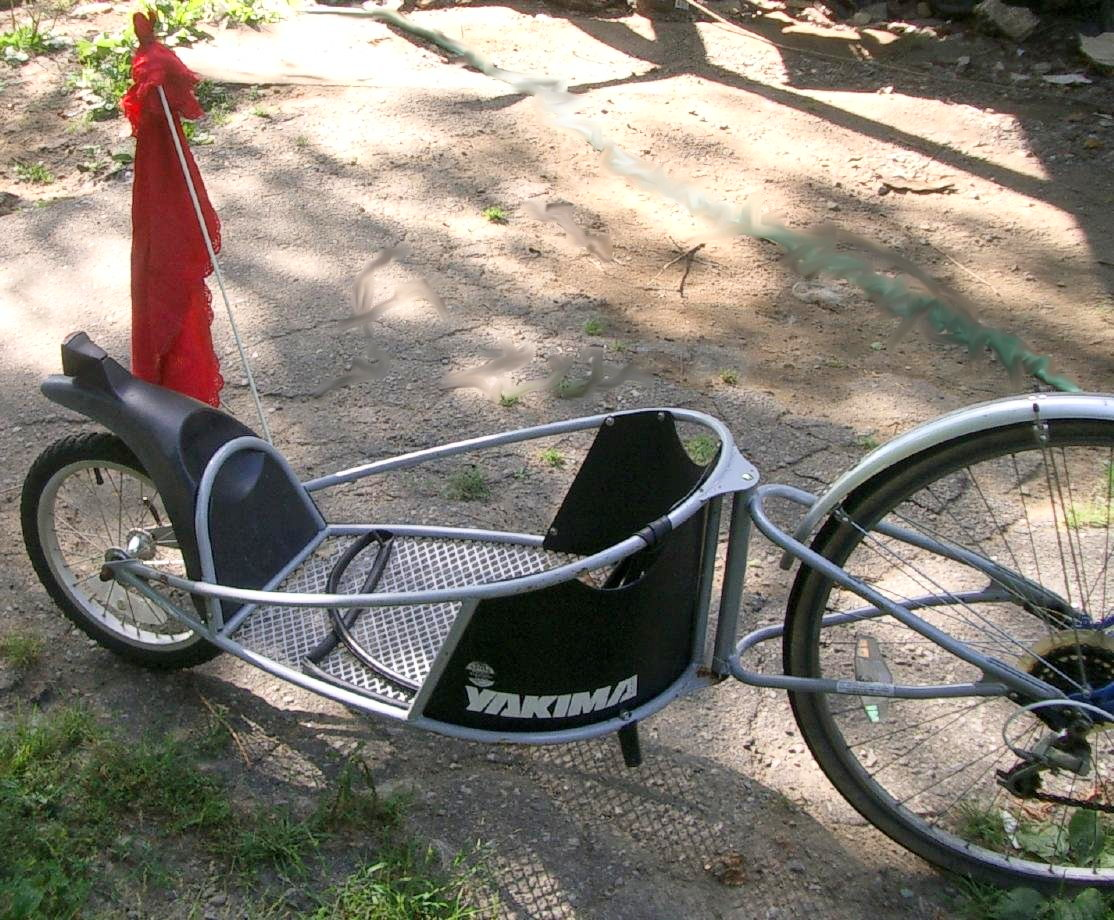
Одноколісний причіп

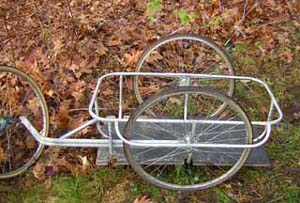
Двоколісний причіп

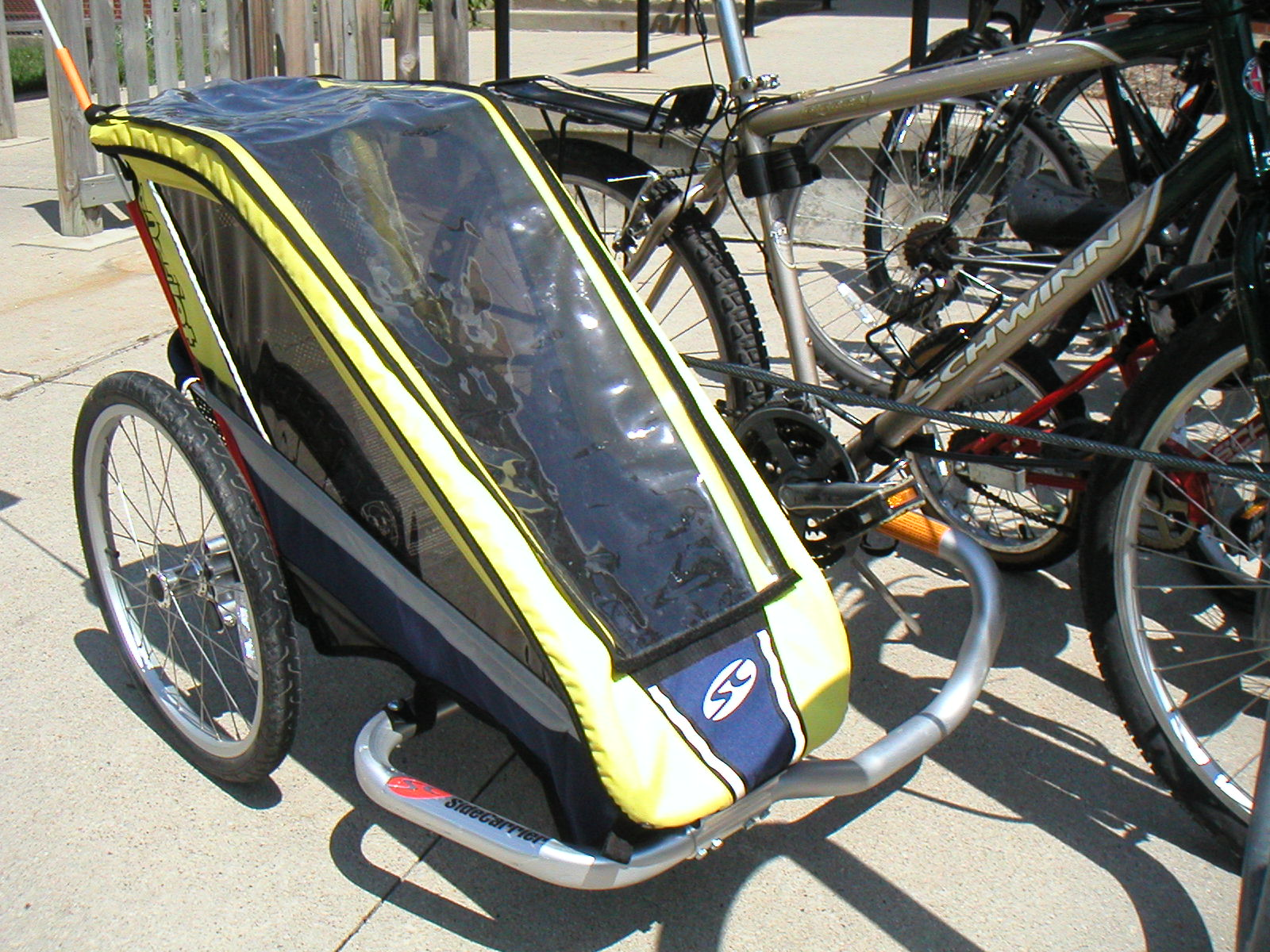
Велосипедна коляска

Велопричіп — безмоторна або з наявністью моторів колісна рама, яка кріпиться до велосипеда для транспортування вантажів. Кріплення причепа до велосипеда, в основному, проводять в задній маточині.

## Види

### За кількістю коліс
- Одноколісні: одне заднє колесо. Як правило, більш стабільні (при русі), ніж причепи з двома і більше колесами. Одне колесо може нахилятися зі сторони в сторону (як це робить сам велосипед), що забезпечує узгоджені повороти з відносно високою швидкістю. З'єднання з велосипедом простіше, ніж у двоколісного причепа, оскільки потрібні лише два ступені свободи - причіп нахиляється разом з велосипедом.
- Двоколісні: Двоколісний дизайн дозволяє значно збільшити вантажопідйомність та ширину вантажної платформи. Хоча вони не підходять для високої швидкості, вони ідеально підходять для щоденної їзди велосипедом (дуже подібно до буксирування причепа за машиною). Двоколісні причепи, як правило, такі ж широкі або ширші, ніж кермо велосипеда, тому потрібно бути обережним при їзді через вузькі ділянки.

### За призначеним вантажем
- Звичайний вантаж: для перевезення вантажів усіх видів. Вантажопідйомність наявних у продажу вантажних причепів коливається від 14 до 140 кг, але набагато більші вантажі перевозилися причепами, зробленими на замовлення, або багатопричіпними «потягами», приєднаними до одного велосипеда.
- Пасажир (як вантаж): створені для підвищення комфорту та безпеки одного або декількох пасажирів. Зазвичай вони мають низький центр мас і широко розставлені колеса для підвищення стійкості при поворотах, часто мають інтегровані протидощові накриття, набивку сидінь та ремені безпеки. Багато причепів, призначених для перевезення дітей, також можна перетворити на коляски. Причепи також використовувались як велорикші.
- Пасажир-дитина (як їздець): веловізки з інтегрованим сидінням, кермом та привідним поїздом, які зазвичай прикріплюються до сідлового стрижню велосипеда-тягача (і працюють дуже подібно до тандему). Вони дозволяють маленьким дітям, які ще не можуть їздити на велосипеді самостійно, супроводжувати дорослих їздців як учасники та рушійна сила. Такі причепи на сьогоднішній день є найпопулярнішим видом.
- Каное та каяк: призначені для буксирування довгих, тонких, відносно легких вантажів, таких як каное, каяки та віндсерфінгове спорядження.
- Пасажир з інвалідністю: для безпечного буксирування інвалідних візків з особами, що знаходяться в них.
- Домашні тварини: для перевезення дрібних домашніх тварин, особливо собак, які важать менше 45 кг.

### Електричні причепи
Електричні велосипедні причепи — причепи з електричним приводом. Більшість — це електричні причепи-штовхачі. Вони виготовляються різними виробниками. Приклади - причепи Aevon (Cycloboost), Ridekick International (Ridekick),  Topeak (Journey Trailer).

### Велосипедна коляска
На відміну від звичайних велосипедних причепів, велосипедна коляска збоку на стороні велосипеда. Вона має тільки одне робоче колесо. У зв'язку з можливість нежорсткого зчеплення коляски до велосипеда, існує можливість обертання її навколо поздовжньої осі, паралельної до велосипеда. Це дозволяє велосипедові рухатись без нахилу. Цей тип велосипедного причіпу дозволяє перевозити довгомірні вантажі (наприклад, дошки або металеві труби), і вантаж може перевищувати довжину велосипеда (тому передня і задня частина причепа відсутні).

## Галерея

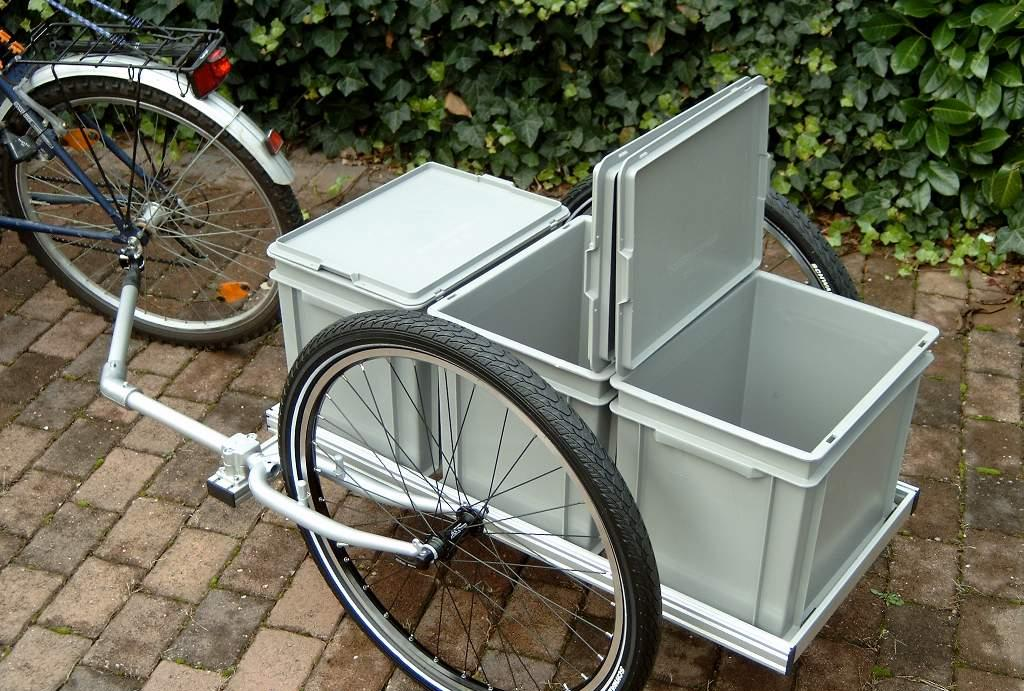
Спеціальний причіп для велопоходів.
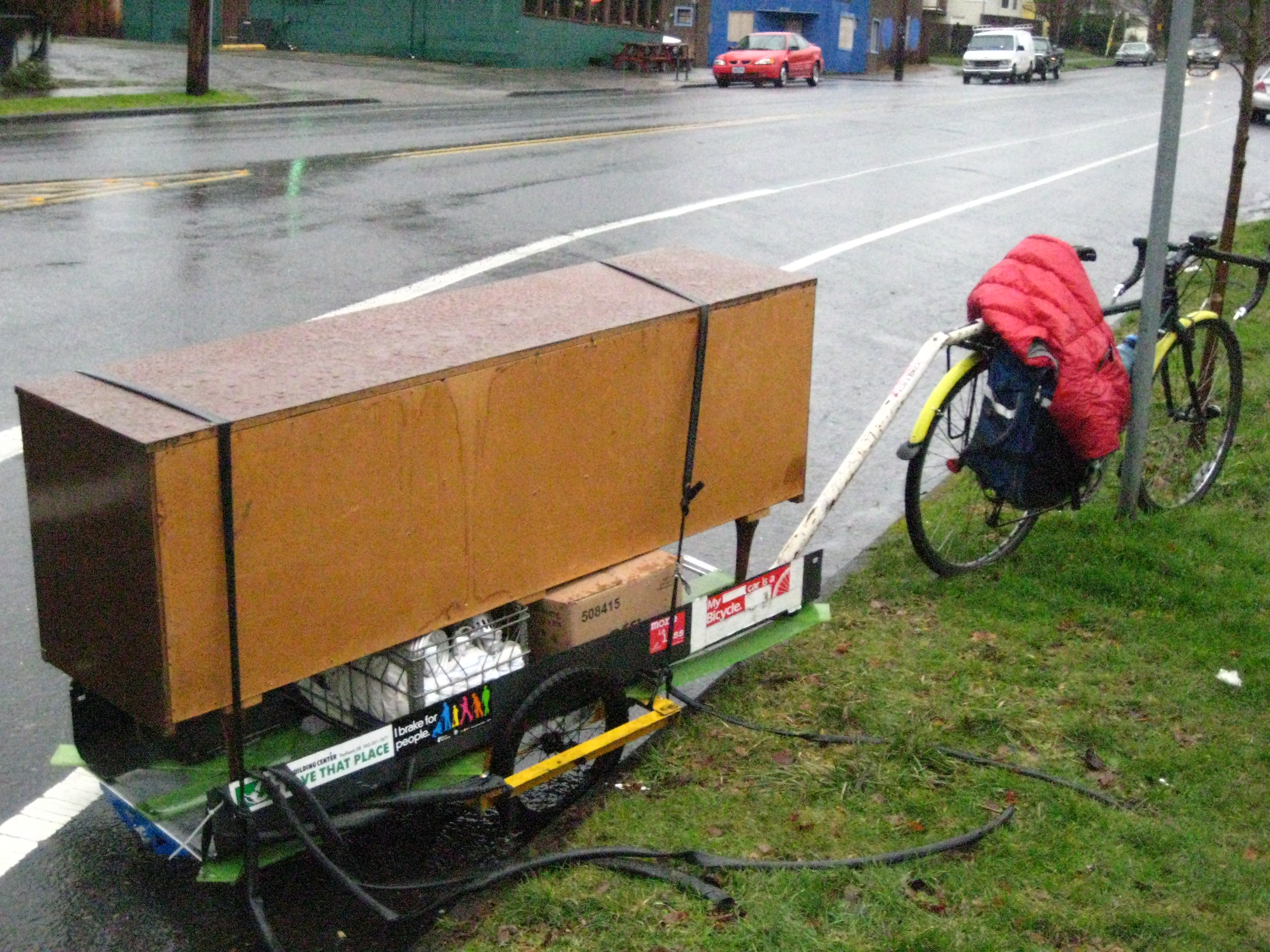
Велосипедний причіп, призначений для роботи під сильним навантаженням.
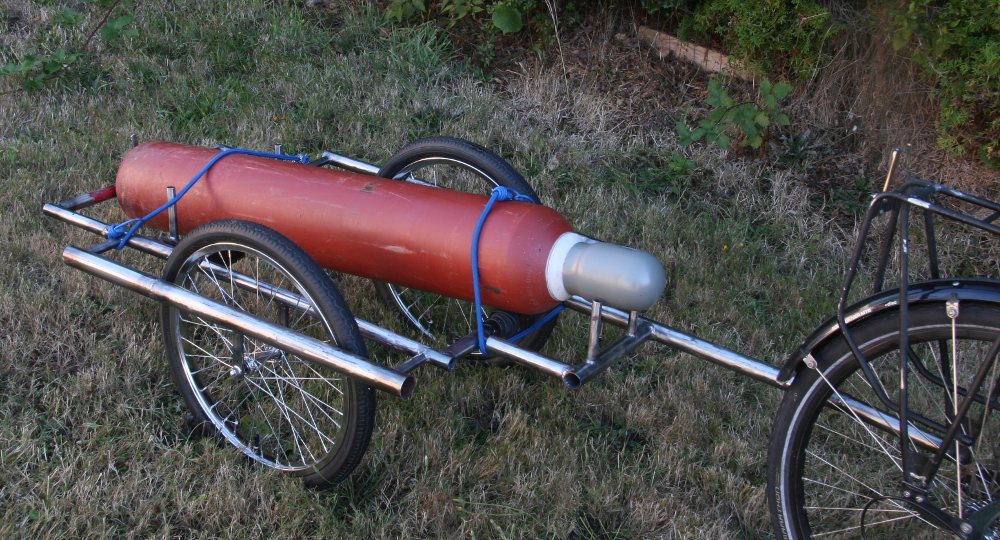
Велосипедний причіп, зроблений на замовлення, для перевезення газового балону для зварювання.
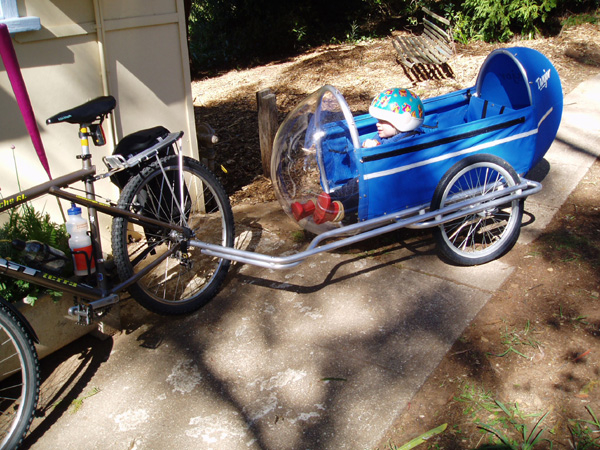
Аеродинамічний дизайн, що дозволяє повне відгородження. Для пасажирів і вантажу, або тільки вантажу.
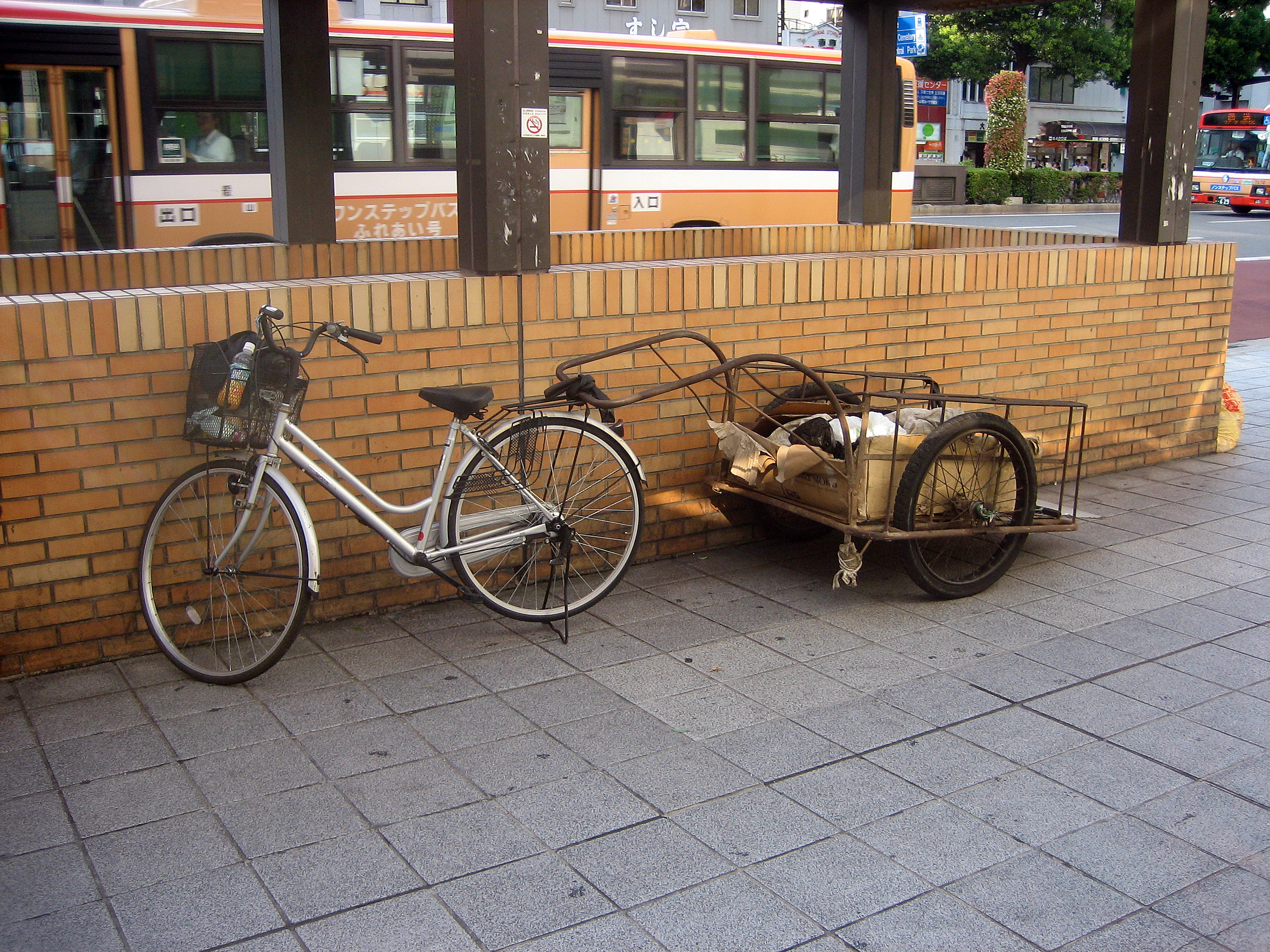
Японський утилітарний візок ріякā[ja]. Може бути переміщуваним людиною, або буксований велосипедом.